# Nogometni klub Vrbovec
Il Nogometni klub Vrbovec, meglio noto come Vrbovec, è una società calcistica di Vrbovec, una città nella Regione di Zagabria in Croazia.
Fondata nel 1924, nella stagione 2020–21 milita nella Treća HNL, terza divisione della federazione calcistica della Croazia.
Ha disputato due stagioni nella professionistica Druga HNL.

## Storia
Il primo pallone da calcio a Vrbovec appare nel 1923 e la prima squadra viene fondata nel 1924 col nome Vrbovečki športski klub Zrinski. Mantiene questo nome fino al 1943, e nel 1946, dopo la seconda guerra mondiale, il club riappare come Fiskulturno društvo Naprijed, per poi cambiare il nome nel 1949 in NK Vrbovec e nel 1953 in ŠD Vrbovec.

L'industria della macellazione fonda nel 1963 il SD Bratstvo, che nel 1966 diventa SD PIK Vrbocec e SD Zrinski nel 1970.

Nel 1972 i due club cittadini si fondono a formare il SD PIK Vrbovec, che l'anno seguente cambia in NK Vrbovec.

Nella cittadina vi erano anche altre squadre come ŠK Tomislav (1930), NK Petar Zrinski, NK Gradip (1974) e ŠD Oprema (1976), ma ora sono tutte scomparse.

I fondatori del club sono: Nikola Nikšić (primo presidente), Željko Novak, Velimir Farszky, Stjepan Rišavec, Vilim Kolarić, il primo allenatore è Antun Cvetković, e i giocatori più importanti: F. Gaščić, L. Skrasigna, J. Kauf, Z Matujec, I. Srečec.

Il club ha gareggiato nei campionati della regione di Zagabria, nelle sottofederazioni di Bjelovar, Koprivnica e Sisak e in varie leghe intercomunali. 
I maggiori successi: nel 1992 l'ingresso nella II. HNL (4º posto il piazzamento migliore) e il raggiungimento degli ottavi di finale in Coppa di Croazia, sotto la guida dell'allenatore T. Pisačić.

## Strutture

### Stadio
Il club disputa le partite casalinghe allo Gradski stadion Sajmište (stadio cittadino "ente fiera"), un impianto con una capienza di 4000 posti.